# Гапоновичі
Гапоно́вичі (Гапоновичі-Мочульські) — український шляхетський рід на Київщині. Найвідоміший представник — Герман Гапанович.
Походження шляхетського роду Гапоновичів пов'язують із Коркошком — вихідцем з Орди, що потрапив в Україну у часи князя Володимира Ольгердович з династії Гедиміновичів (кінець XIV ст.), і якого князь зробив своїм боярином, так само, як і деяких інших вихідців. Нащадки родин цих переселенців розселилися по Овруччині, з часом перетворилися на шляхту, а до Хмельниччини нащадки тих перпселенців становили 30-40 родин. Найвідомішими із цих родин були родини Виговських і Гапоновичів, яким довелося зайняти високе становище в Українській державі часів Богдана Хмельницького. Із цим пов'язане особливе місце Овруча у той час. Кістяк Овруцького полку складався саме з представників цих родин.
- Герман Гапонович (рік народження і смерті невідомі, згадується у 1649–1670 рр.) — Чигиринський отаман городовий у 1654 році. Чигиринський сотник — 1656 р. У 1657 р. знову чигиринський отаман городовий. Під кінець 1657 року Герман Гапонович став Військовим суддею в уряді Гетьмана Івана Виговського і пробув на цій посаді до вересня 1659 року, коли цей уряд було повалено. Ще раз він став Військовим суддею 1668 року в уряді Гетьмана Петра Дорошенка.

## Родовий Герб

Herb Cholewa